# 第46空中機動旅 (烏克蘭)
第46空中機動旅是的烏克蘭空降突擊軍的一個旅，於2016年組建，總部位於波爾塔瓦。

## 歷史
在2022年俄羅斯入侵烏克蘭後，第46空中機動旅是英國為烏克蘭政府在英國本土為烏克蘭新兵提供訓練的部隊之一。 後來，第46空中機動旅更獲得最新交付的西方軍事援助物資，如美洲獅（MRAP）防地雷反伏擊車和哈士奇TSV戰術車輛。 隨後該旅由重型突擊旅改編為輕型突擊旅。 訓練結束後，第46空中機動旅參與了赫爾松行動。 在西方一系列的軍事援助，第46空中機動旅不再使用舊版的蘇聯或烏克蘭製裝備，例如BTR-3s、BMP- 1s及T-80s。
其後，第46空中機動旅被稱為波爾塔瓦旅。 並擁有了新部隊佩章。
截至2023年年頭，第46空中機動旅一直在戰鬥最激烈的地點巴赫穆特和索萊達爾的戰線上防禦。

## 結構
截至2022年，第46空中機動旅的結構如下：
- 第 46 空中突擊旅，波爾塔瓦
  - 本部連
  - 第1營
  - 第2營
  - 第3營
  - 坦克連（裝備T-80BV）[1]
  - 砲兵群（裝備2S3「相思」自走砲和BM-21火箭炮）[1]
  - 偵察連
  - 防空連（配備 ZSU-23-4石勒喀河自行高射炮）[1]
  - 支援單位（包括工程師、通訊、醫務人員、物資支援）[1]

## 爭議
2023年3月13日，《華盛頓郵報》在採訪時任第46空中機動旅旅長阿納托利·庫波爾·科澤爾(Anatolii Kupol Kozel)  後發布新聞報導稱，烏克蘭缺乏精銳部隊和彈藥，悲觀情緒高漲，損失慘重。 其後，阿納托利·庫波爾·科澤爾更在接受采訪時承認，每週都會有100名訓練不足的新兵被指派到前線，而且他們大多數會逃跑或拒絕開槍，因為他們害怕槍聲。
在接受采訪後阿納托利·庫波爾·科澤爾被降職為副司令，並在其後辭去了在烏克蘭武裝部隊的職務。隨後，第46空中機動旅士兵拍攝的視頻在各個電報頻道上播出以抗議阿納托利·庫波爾·科澤爾的降級。